# Distretto di Çamlıyayla

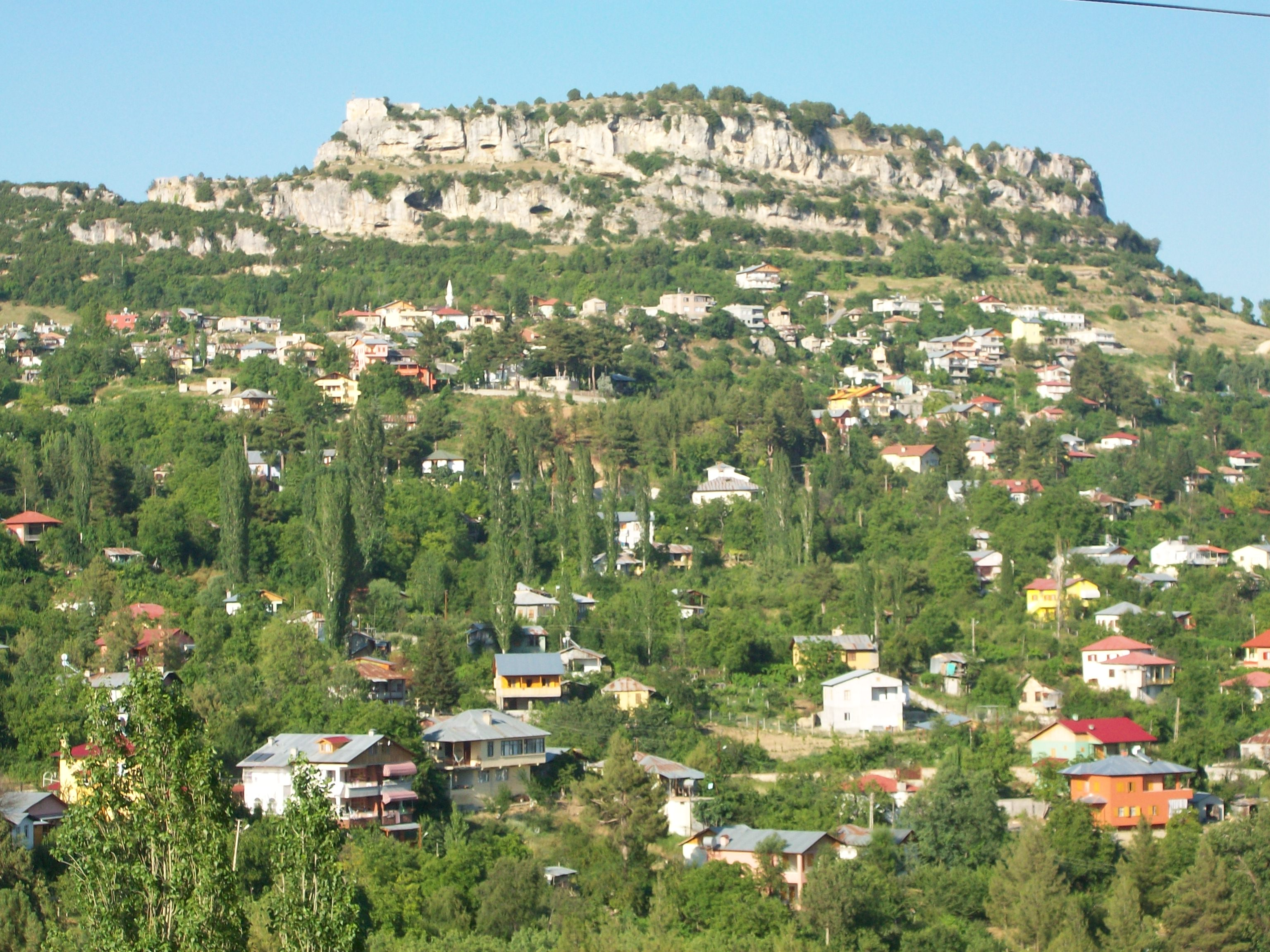
Çamlıyayla and Namrun Castle

Il distretto di Çamlıyayla (in turco Çamlıyayla ilçesi) è uno dei distretti della provincia di Mersin, in Turchia.